# Shap Summit
Der Shap Summit ist ein Gebirgspass in Cumbria, England. Der Pass wird im Osten vom Crosby Ravensworth Fell und im Westen von Seat Robert und Langhowe Pike begrenzt.
Sowohl die Autobahn M6 wie auch die West Coast Main Line (54° 30′ N, 2° 40′ W) der Eisenbahn überqueren den Pass. Der Anstieg Richtung Norden war mit 1:75 für Dampflokomotiven oft zu steil und deshalb waren im Ort Tebay zusätzliche Lokomotiven stationiert, die den Zügen die Überquerung des Passes ermöglichten.
Die Autobahn überquert den Pass westlich (54° 30′ N, 2° 39′ W) der Eisenbahnlinie und erreicht eine Passhöhe von 316 Metern.